# Muntanyes Khoridol Saridag

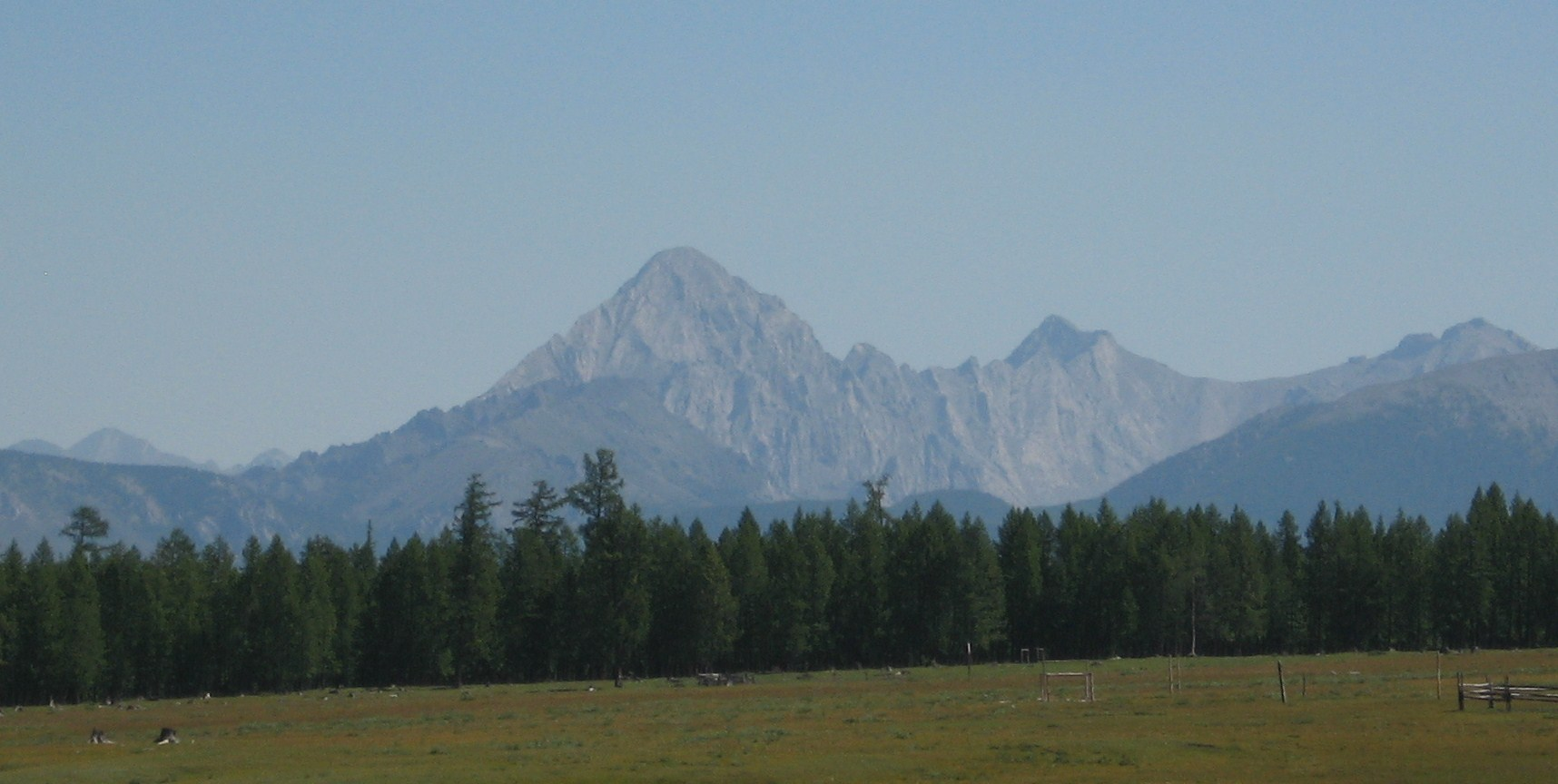
Delgerkhaan (3.093m), és el pic més alt d'aquesta serralada

Les Muntanyes Khoridol Saridag (en mongol:Хорьдол Сарьдагийн нуруу, Khoridol Saridagiin nuruu) són una serralada de 90 km de llargada dins la Província de Khövsgöl, Mongòlia, entre el llac Khövsgöl nuur i la Vall de Darkhad. El pic méa lat és el Delgerkhaan Uul (3.093m), dos altres pics importants aón Ikh Uul (2.961m) iUran Dösh Uul (2.702m) situats a la rina del llac Khövsgöl.

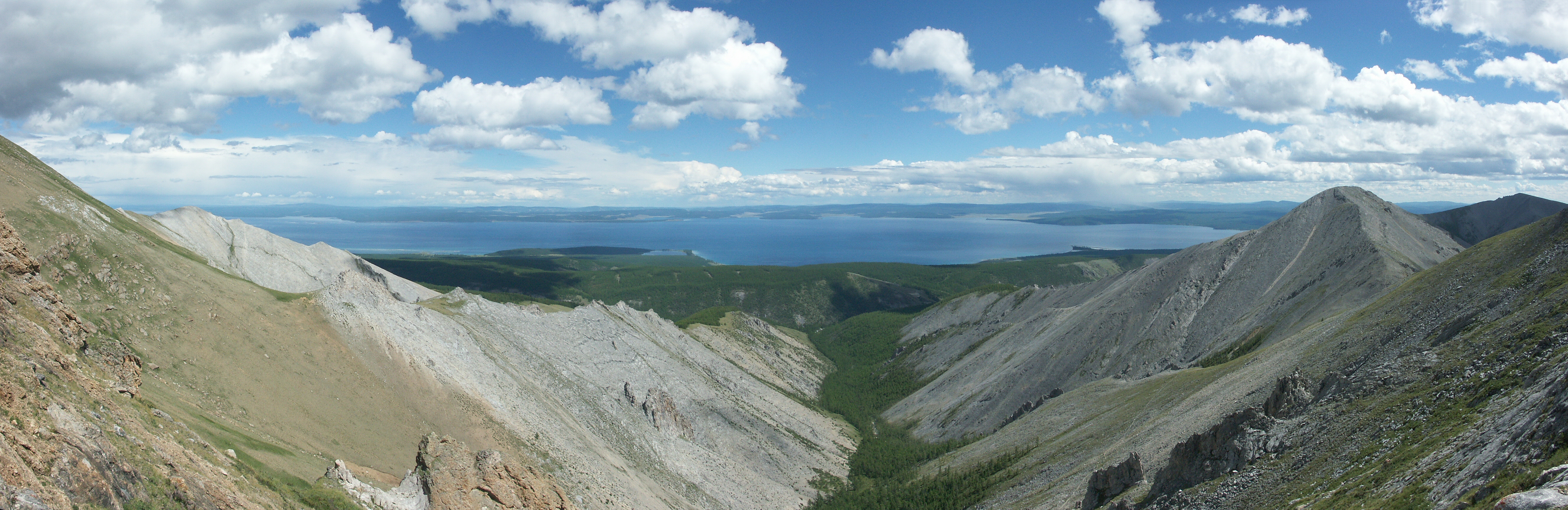
Vista panoràmica a Khövsgöl nuur

Aquestes muntanyes són riques en dipòsits de fosforita, i es van explotar a la dècada de 1980 però des de la caiguda del comunisme a Mongòlia es van deixar d'explotar i es va fundar un Parc nacional a aquesta zona de 1.886 km².